# Corps musulman Kavkaz
 (mars 2023).
La mise en forme du texte ne suit pas les recommandations de Wikipédia : il faut le « wikifier ».
Les points d'amélioration suivants sont les cas les plus fréquents. Le détail des points à revoir est peut-être précisé sur la page de discussion.
- Les titres sont pré-formatés par le logiciel. Ils ne sont ni en capitales, ni en gras.
- Le texte ne doit pas être écrit en capitales (les noms de famille non plus), ni en gras, ni en italique, ni en « petit »…
- Le gras n'est utilisé que pour surligner le titre de l'article dans l'introduction, une seule fois.
- L'italique est rarement utilisé : mots en langue étrangère, titres d'œuvres, noms de bateaux, etc.
- Les citations ne sont pas en italique mais en corps de texte normal. Elles sont entourées par des guillemets français : « et ».
- Les listes à puces sont à éviter, des paragraphes rédigés étant largement préférés. Les tableaux sont à réserver à la présentation de données structurées (résultats, etc.).
- Les appels de note de bas de page (petits chiffres en exposant, introduits par l'outil «  Source ») sont à placer entre la fin de phrase et le point final[comme ça].
- Les liens internes (vers d'autres articles de Wikipédia) sont à choisir avec parcimonie. Créez des liens vers des articles approfondissant le sujet. Les termes génériques sans rapport avec le sujet sont à éviter, ainsi que les répétitions de liens vers un même terme.
- Les liens externes sont à placer uniquement dans une section « Liens externes », à la fin de l'article. Ces liens sont à choisir avec parcimonie suivant les règles définies. Si un lien sert de source à l'article, son insertion dans le texte est à faire par les notes de bas de page.
- La présentation des références doit suivre les conventions bibliographiques. Il est recommandé d'utiliser les modèles {{Ouvrage}}, {{Chapitre}}, {{Article}}, {{Lien web}} et/ou {{Bibliographie}}. Le mode d'édition visuel peut mettre en forme automatiquement les références.
- Insérer une infobox (cadre d'informations à droite) n'est pas obligatoire pour parachever la mise en page.

Pour une aide détaillée, merci de consulter Aide:Wikification.
Si vous pensez que ces points ont été résolus, vous pouvez retirer ce bandeau et améliorer la mise en forme d'un autre article.
 (mars 2023).
Si vous disposez d'ouvrages ou d'articles de référence ou si vous connaissez des sites web de qualité traitant du thème abordé ici, merci de compléter l'article en donnant les références utiles à sa vérifiabilité et en les liant à la section « Notes et références ».
Le corps musulman « Caucase » ou MK « Kavkaz » (en russe : Мусульманский корпус «Кавказ», en ukrainien : Мусульманський корпус «Кавказ») est un groupe de volontaires musulmans caucasiens, formé en 2022, participant à l'invasion de l'Ukraine par la Russie, du côté ukrainien.

## Historique
Le MK « Kavkaz » s’est formé en 2022 lors de l’invasion russe de l’Ukraine et a été intégré à l’armée ukrainienne.
Selon les documents officiels, il a été formé à l’initiative de musulmans originaires du Caucase vivant en Ukraine. La plupart d’entre eux étaient des militaires ukrainiens, ayant déjà participé à la guerre du Donbass entre 2014 et 2016.
Le MK « Kavkaz » a bénéficié également de l'apport de minorités musulmanes vivant sur le territoire de l’Ukraine. 
Le groupe opère dans toutes les zones du conflit en Ukraine.
Selon son commandant, il a été recruté principalement parmi les citoyens ukrainiens :
« Мы, бойцы Кавказского мусульманского корпуса, обязаны сражаться в этой войне во имя Украины, потому что мы — граждане Украины и должны защищать территориальную целостность и народ своей страны. Корпус подконтрольный украинским вооруженным силам состоит из мусульман, которые хотят участвовать в этой войне »

« Nous, les combattants du Corps musulman du Caucase, sommes obligés de combattre dans cette guerre au nom de l'Ukraine, car nous sommes citoyens ukrainiens et devons protéger l'intégrité territoriale et le peuple de notre pays. Le corps contrôlé par les forces armées ukrainiennes est composé de musulmans qui veulent participer à cette guerre. »

Le commandant du groupe s'est également adressé aux musulmans combattant dans les forces armées russes contre l'Ukraine :
« Одумайтесь, ведь вы — продолжатели рода ваших достойных предков. Если вы не можете встать на сторону Украины и помочь нам в этой войне, по крайней мере, отойдите в сторону и не вмешивайтесь. Вы можете помочь нам своими молитвами. Будьте на стороне справедливости. »

« Pensez-y, car vous êtes les successeurs de vos dignes ancêtres. Si vous ne pouvez pas vous ranger du côté de l'Ukraine et nous aider dans cette guerre, au moins écartez-vous et ne vous impliquez pas. Vous pouvez nous aider par vos prières. Soyez du côté de la justice »

.